# Binh An Vu Van
Binh An Vu Van est une journaliste scientifique canadienne d'origine vietnamienne, née à Paris en France où elle a passé ses jeunes années avant d'émigrer au Canada.

## Parcours académique
C'est à l'école Joseph-François Perrault de Montréal que Binh An Vu Van obtient d'abord son diplôme d'études secondaires (1996) avant de poursuivre ses études au collège de Maisonneuve (1996 - 1998) et d'entamer des études universitaires. D'abord en administration à l'École des hautes études commerciales de Montréal (1998 - 1999) puis à l'Université de Montréal alors qu'elle est détentrice d'un certificat en journalisme et d'un baccalauréat bidisciplinaire en physique et informatique en 2004. La même année, remportant le prix Lizette-Gervais, elle réalise des stages lors de tournages des émissions JE, Salut, Bonjour! de même qu'à la salle des nouvelles du réseau TVA. Elle obtiendra un certificat dans cette discipline l'année suivante (2005).

## Parcours professionnel

### Expériences télévisuelles, radiophoniques et autres
La carrière professionnelle de Binh An Vu Van débute en 2005 en tant que journaliste pour l'émission Découverte. Durant 2 ans, elle sera à l'emploi de Radio-Canada (2005 - 2007). De 2006 à 2013, elle exercera les fonctions de conceptrice, recherchiste et rédactrice scientifique dans le domaine muséal travaillant tour à tour pour le compte du Centre des sciences de Montréal, de la Cité de l'énergie de Shawinigan de même que pour le musée J. Armand Bombardier.
Si on la retrouve participer aux émissions "Libre-Service" sur la chaîne MA TV (2014 - 2015) et "Par ici l'été" à ICI Radio-Canada (été 2015) où elle présente des chroniques portant sur divers enjeux scientifiques, c'est avec l'émission Le code Chastenay qu'elle consolide une expérience télévisuelle des plus durables dans le domaine du reportage scientifique y cumulant huit années de participation depuis les débuts de sa diffusion en janvier 2008 jusqu'au dernier épisode au printemps 2016.
Depuis 2012, elle anime également divers débats (Conférence régionale des élus de Montréal, Association des communicateurs scientifiques du Québec et autres). Depuis 2013, elle présente aussi des chroniques à diverses émissions de radio dont les émissions "Medium-Large", avec Catherine Perrin et "La nature selon Boucar", avec Boucar Diouf. Depuis janvier 2016, elle est de nouveau à l'emploi de Radio-Canada en tant que journaliste pour l'émission Découverte.

### Expériences avec la presse écrite
Membre de l'Association des journalistes indépendants du Québec (AJIQ) depuis 2004 et collaboratrice de l'éditeur JBC Média depuis 2013, elle collabore entre autres aux magazines Québec Science, Quatre-temps, La Recherche, Nouveau Projet, Curium, Les Débrouillards, L'actualité, Jobboom, Agence Science-Presse, Commerce, Prestige, Découvrir, Affaires universitaires, Québec Vert, Sommets...
Elle a assisté au Sommet sur l'enseignement supérieur au Québec, tenu en février 2013, pour en témoigner dans ses écrits.

## Engagements sur le plan professionnel
De 2011 à juin 2015, Binh An Vu Van fut présidente de l'Association des communicateurs scientifiques du Québec. Durant son mandat, elle s'occupa de restructurer et moderniser celle-ci. Durant ce même mandat, elle fut à l'origine et la coordonnatrice d'une séance d'information lors du congrès annuel de l’Association américaine pour l’avancement des sciences (AAAS), tenu en février 2012, à Vancouver, visant à informer ses membres de la mainmise du gouvernement fédéral canadien sur les communications des chercheurs fédéraux au Canada. À cet effet, outre l'Association des communicateurs scientifiques du Québec, six autres organisations canadiennes dont l'Association canadienne des rédacteurs scientifiques et l'Institut professionnel de la fonction publique du Canada participèrent à cette dénonciation,.

## Prix et distinctions
- 2018 - Parmi les portraits des vingt-et-une Montréalaises exceptionnelles qui se démarquent sur les plans social, scientifique et culturel[6]
- 2018 - Association for International Broadcasting (AIBs) - Nomination Science, technology, nature (reportage : Résistance aux antibiotiques pour l'émission Découverte)
- 2018 - Prix Roberval - Lauréate du prix Coup de cœur, catégorie télévision (reportage : Forçage génétique pour l'émission Découverte)
- 2018 - Prix Gémeaux - Nomination : Meilleure recherche : affaires publiques (reportage : Antibiotiques : une ressource limitée pour l'émission Découverte)
- 2014 - Prix du magazine canadien (National magazine awards) - Nomination : Science, technologie et environnement (l'article : « La Loi sur les espèces en péril : 10 ans et pas encore toutes ses dents » publié dans le magazine Quatre-Temps)
- 2014 - Nomination aux Prix Gémeaux pour la meilleure recherche - Académie canadienne du cinéma et de la télévision (épisode 149 de la 6e saison de l'émission Le Code Chastenay)
- 2012 - Lauréate du Prix Gémeaux pour la meilleure recherche jeunesse - Académie canadienne du cinéma et de la télévision (recherche pour l'émission Là est la question)
- 2012 - Bourse de voyage CSWA - Eurekalert
- 2011 - Grands Prix du journalisme indépendant - Meilleure chronique audio/vidéo - Association des journalistes indépendants du Québec  (chronique : « Des éléments chimiques du tableau périodique en voie de disparition » pour l'émission Le Code Chastenay)
- 2009 - Nomination aux prix Gémeaux dans la catégorie Meilleur reportage Académie canadienne du cinéma et de la télévision (reportage « La neurologie du suicide » pour l'émission Le Code Chastenay)
- 2007 - Nomination - Meilleur reportage (Festival de l'Oiseau et de la Nature en Picardie, France)
- 2005 - Bourse Fernand-Seguin [7] remise aux jeunes journalistes prometteurs dans le domaine scientifique au Québec.
- 2004 - Prix Lizette-Gervais[8]

- Prix du magazine canadien
  - Nomination catégories écrites - Meilleur article de service pour l'article « Le goût du café ».
  - Nomination catégories écrites en collaboration avec l'équipe de Québec Science - Dossiers thématiques imprimés "Vieillir? Et puis après?" (2015)[2]